# Televenezia
Televenezia è una rete televisiva locale che trasmette in Veneto ed Emilia. Opera in collaborazione con l'emittente radiofonica Radio Venezia dello stesso editore. La sua sede è a Mestre, in via Piraghetto 31 nel comune di Venezia.

## Storia
Inizia le trasmissioni nel 1980 con il nome Canale 44 (dalla frequenza di trasmissione).
Negli anni ottanta inizia una collaborazione con la Cassa di Risparmio di Venezia per la produzione del bilancio in video e di diverse carte di credito ottenendo una certa notorietà nei giornali finanziari.
Il nome "Televenezia" è stato adottato dall'editore a seguito della cessazione della quasi omonima emittente "Televenezia International", nata nel centro storico veneziano e trasferitasi all'inizio degli anni ottanta a Mestre, in via Monte San Michele 10, (poco lontano dalla sede di Canale 44 situata in via Piraghetto 86). Il canale 52 della ex Televenezia fu ceduto alla syndication di Italia 1 allora gestita dal Gruppo Rusconi (poi Fininvest), che ha occupato questo canale in Veneto fino alla transizione definitiva al Digitale Terrestre (Switch-Off, dicembre 2010).
Canale 44 divenne così "Televenezia 1" (e la denominazione legale di "Nuova Televenezia") per poi adottare definitivamente l'attuale denominazione, che la identifica come unica emittente televisiva ad oggi esistente nel territorio della provincia di Venezia.
Nel 1988 Televenezia aderisce al circuito Cinquestelle ancora una volta mantenendo una fascia di programmazione locale.

## Palinsesto
Il palinsesto è caratterizzato da film e produce programmi di attualità inerenti alla realtà di Mestre e Venezia, Jesolo, Chioggia, ed intrattenimento "In Talent" e "Strike".
Le telecamere di Televenezia sono presenti in eventi importanti come la festa del Redentore, il carnevale di Venezia, la Regata Storica, il raduno nazionale dei Bersaglieri e molti altri.